# Giuseppe La Franca
Giuseppe La Franca (Partinico, 9 gennaio 1926 – Monreale, 4 gennaio 1997) è stato un avvocato italiano, funzionario della Banca di Sicilia.

## Biografia
Giuseppe La Franca nacque a Partinico (PA) il 09 gennaio 1926, unico figlio di Gaspare La Franca-Rosso e di Rosa Valenti.
Appartenente ad una delle più antiche e nobili famiglie di Partinico, proprietaria di numerosi latifondi. Il padre Gaspare era stato sindaco di Partinico così come il nonno, il Cav. Giuseppe La Franca-Gallo. Discendente dei marchesi Cannizzo di Canicarao, famiglia di notai già dal 1500, e dei conti Gallo, famiglia di medici di cui uno a Versailles, Giuseppe La Franca abitava un'ala del palazzo avito in Corso dei Mille a Partinico nei pressi di Largo Modica. Avvocato era stato funzionario del Banco di Sicilia e ormai in pensione si occupava dei possedimenti di famiglia. Era molto rispettato e ben voluto. Custode di innumerevoli aneddoti sui suoi antenati stava preparando un lavoro sugli eventi sanguinosi di Partinico nel 1860 rimasto purtroppo incompiuto a causa della sua morte.
È stato ucciso il 4 gennaio del 1997 a colpi di pistola dai fratelli Vitale, mafiosi della zona di Partinico, che si erano impossessati di un caseggiato rurale che era di proprietà dei parenti di La Franca, il quale non voleva cedere le sue proprietà ai Vitale.
Quella uccisione fece ribollire le coscienze al punto da far sì che il Presidente della repubblica Oscar Luigi Scalfaro chiese alle forze dell'ordine di riconquistare il controllo del territorio partinicese.
Diverse iniziative portate avanti dalla società civile sono promosse per ricordare l'assassinio dell'avvocato Giuseppe La Franca. È nato in sua memoria a Partinico l'Osservatorio per lo sviluppo e legalità, che porta avanti iniziative per la diffusione della cultura della legalità e dello sviluppo ad essa connessa secondo i principi e i valori che hanno contraddistinto l'esistenza di Giuseppe La Franca.
Ai suoi funerali parteciparono centinaia di persone.
È sepolto nel cimitero di Partinico.